# Otto Maraini
Otto Maraini (Lugano, 8 novembre 1863 – Lugano, 16 gennaio 1944) è stato un architetto e politico svizzero-italiano.

## Biografia

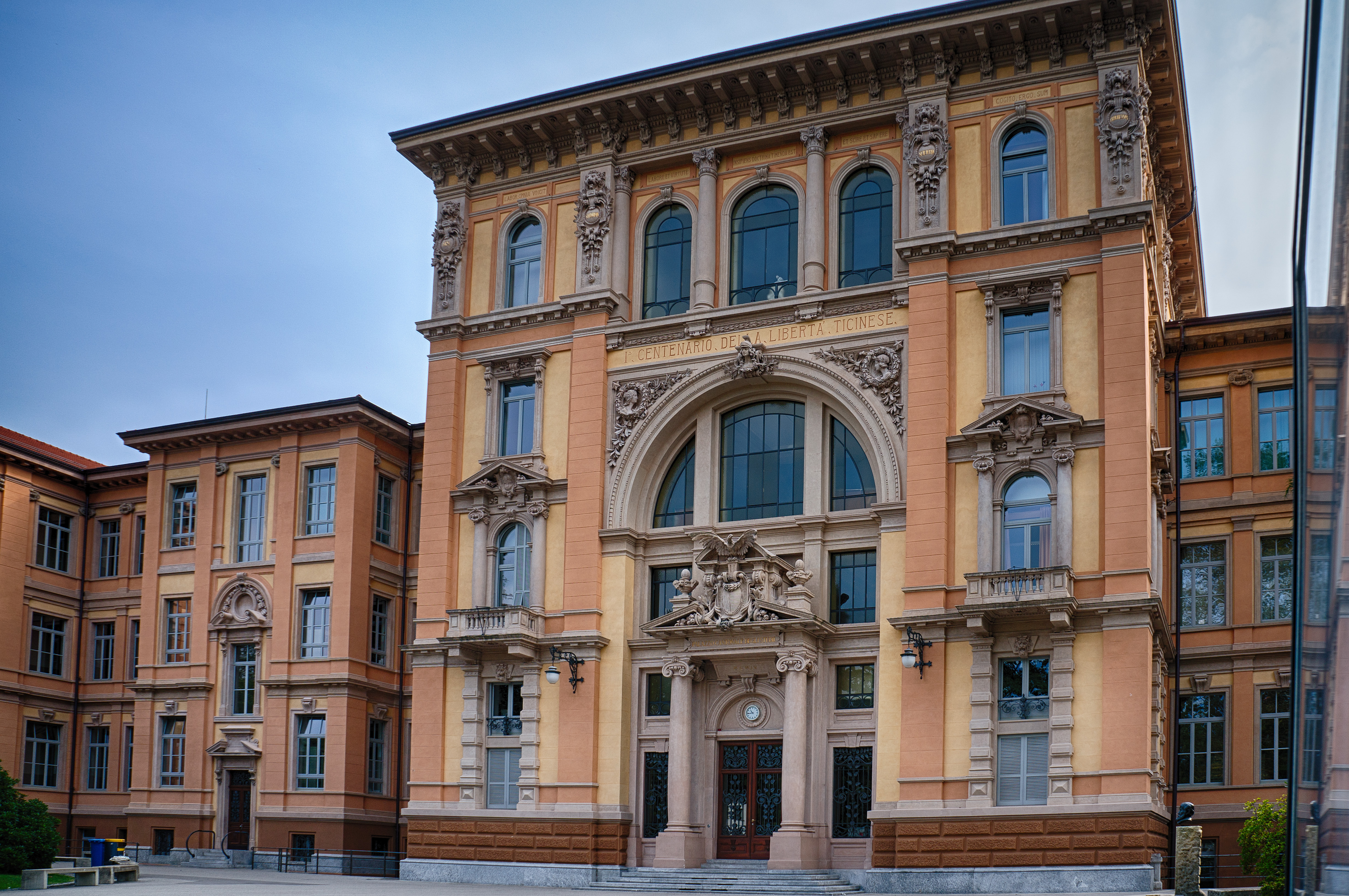
Il Palazzo degli Studi di Lugano, sede del Liceo cantonale, progettato da Maraini ed Augusto Guidini.

Nacque a Lugano, nel Canton Ticino, l'8 novembre 1863 da Giovanni Maraini ed Orsolina Torricelli e fu fratello minore di Emilio.
Terminato il liceo a Lugano, si laureò in architettura presso l'Accademia di belle arti di Brera e richiese nel 1889 l'abilitazione all'esercizio della professione nel Canton Ticino. Progettò numerose ville e palazzi in stile barocco a Lugano ma anche a Roma (l'Hotel Excelsior e Villa Maraini, edificata per il fratello Emilio) e curò insieme ad Augusto Guidini il restauro della Cattedrale di San Lorenzo.
Fu consigliere municipale e comunale a Lugano, poi deputato del Gran Consiglio del Canton Ticino (1897-1901 e 1923-1927) e per qualche mese nel 1922 fu anche Consigliere nazionale col Partito Liberale Radicale. Fu inoltre presidente del consiglio di amministrazione della Banca della Svizzera Italiana.

## Opere

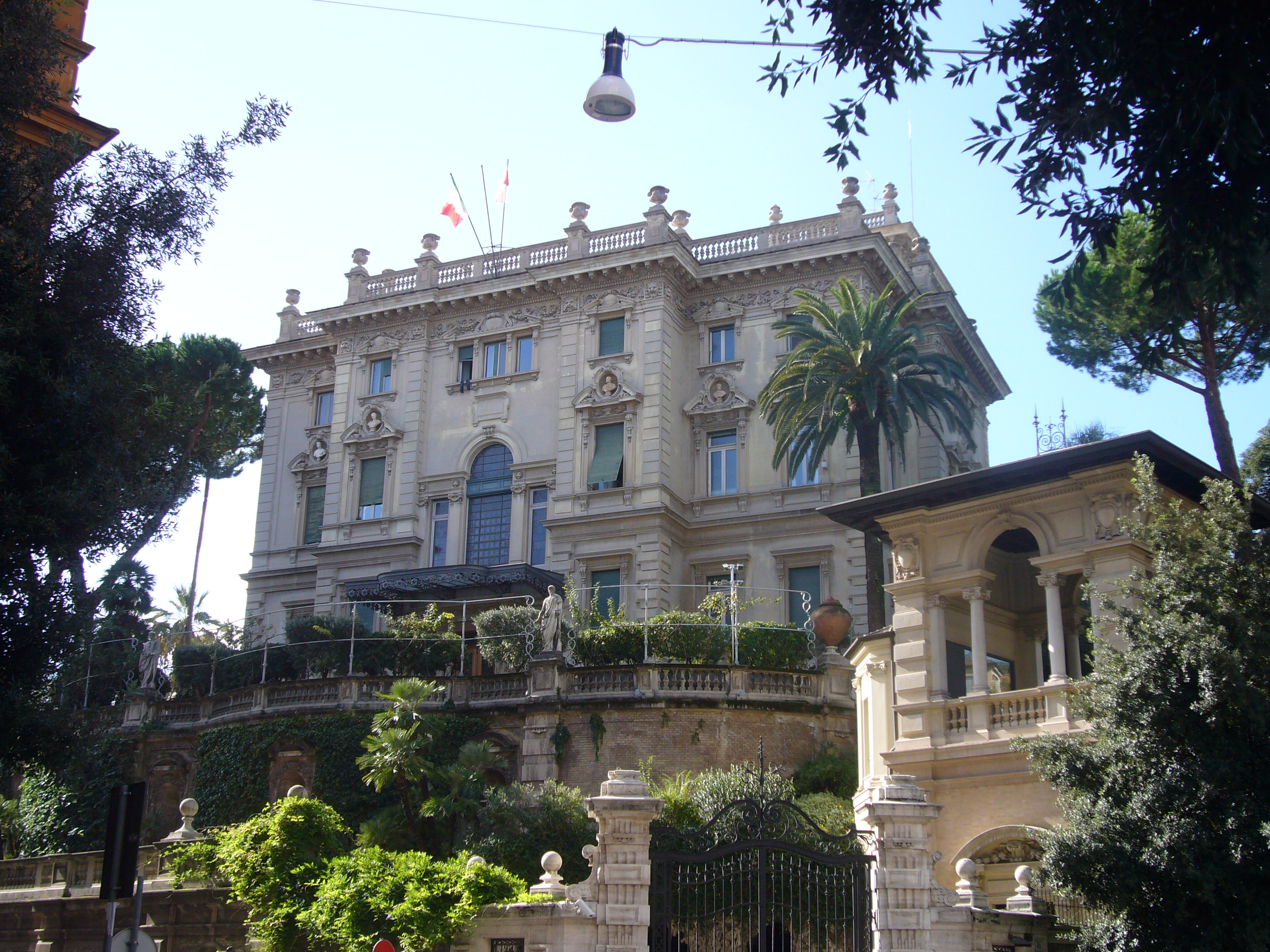
Villa Maraini a Roma, costruita nel 1905 nella lottizzazione di Villa Ludovisi e divenuta poi sede dell'Istituto Svizzero di Roma

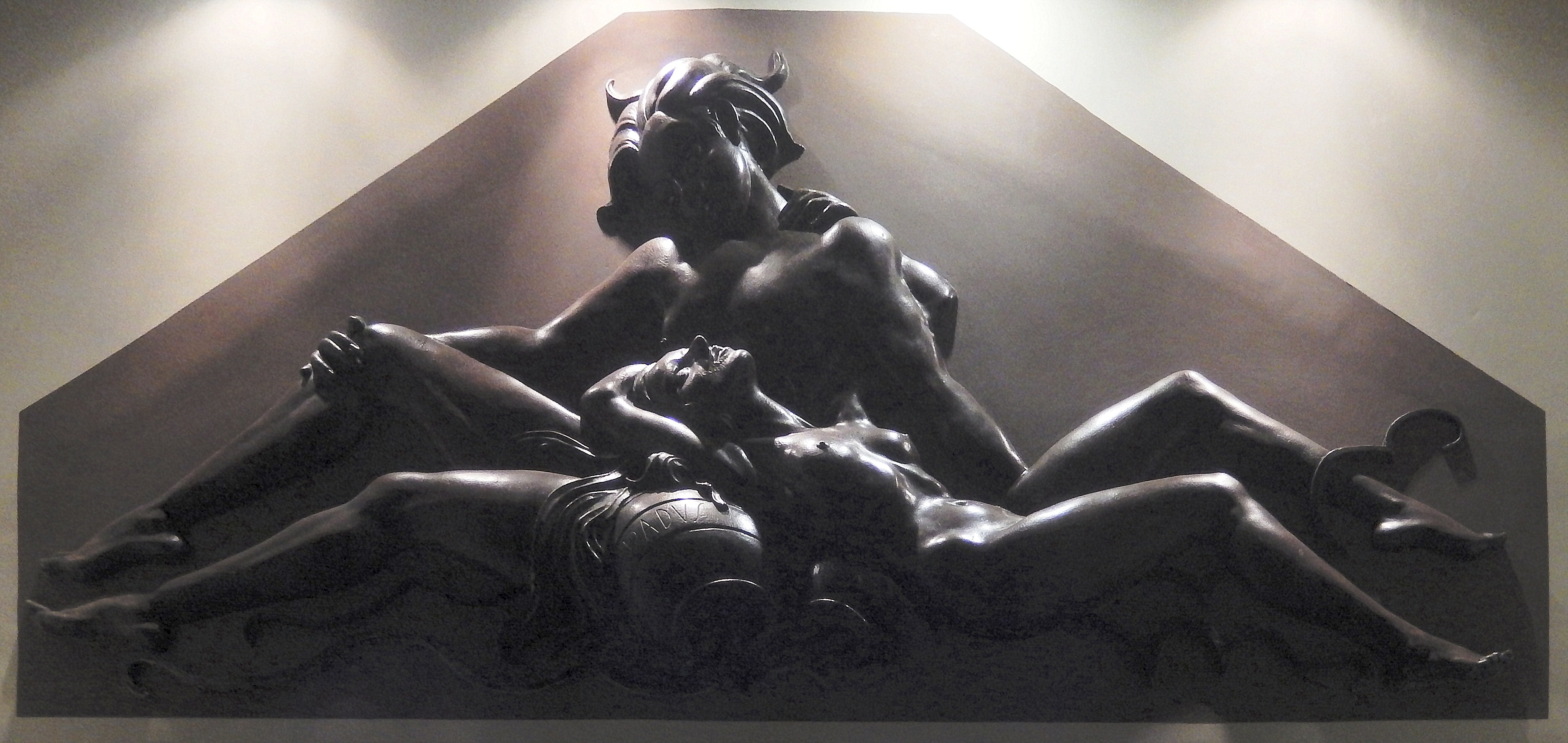
Il Po e La Dora, Torino, 1938

- 1893 - Colonna con stazione termometrica (igrometro, termometro e barometro), Parco Ciani, Lugano;
- 1895 - Fontana Antonio Bossi, piazza Riziero Rezzonico, Lugano (con Luigi Vassalli);
- 1898 - Monumento all'indipendenza ticinese, piazza Indipendenza, Lugano (basamento; con decorazioni di Luigi Vassalli ed Ampellio Regazzoni);
- 1903-1904 - Palazzo degli Studi, viale Carlo Cattaneo, 4, Lugano (con Augusto Guidini; sede del Liceo cantonale di Lugano)
- 1905 - Hotel Excelsior (con Emile Vogt; facciate), via Vittorio Veneto, Roma;
- 1905 - Villa Maraini, via Ludovisi, 48, Roma;
- 1905 - Villa Apostoli, Riva Caccia, Lugano (demolita);
- 1905 - Cattedrale di San Lorenzo, Lugano (restauro);
- 1906 - Società edilizia luganese, Riva Vela, Lugano;
- 1906 - Albergo Walter, piazza Riziero Rezzonico, Lugano;
- 1907 - Palazzetto Enderlin, Lugano;
- 1907 - Palazzo residenziale e commerciale Maraini, viale Carlo Cattaneo 1-3, Lugano;
- 1908 - Villa Primavesi, via Mazzini, Lugano;
- 1909 - Trasformazione della Banca Popolare, piazza Manzoni, Lugano;
- 1910 - Villa Planchita, via Monte Carmen, Lugano;
- 1911-1912 - Villa Vella, via Clemente Maraini, 3, Lugano;
- 1912 - Villa la Belgique, via Castausio, Lugano;
- 1913 - Villa Bottani, via Cassarinetta 10, Lugano;
- 1914-1916 - Palazzo delle dogane, via Carducci 2, Lugano.